# Томас Стивънс
Томас Стивънс (24 декември 1854 – 24 януари 1935) е първият човек, обиколил земното кълбо на велосипед. Той кара „Обикновен“ (на английски: Ordinary) с големи колела, известен също като пени-фартинг, от април 1884 г. до декември 1886 г.
По-късно търси Хенри Мортън Стенли в Африка, разследва твърденията на индийските аскети и става управител на театър „Гарик“ в Лондон.